# Jordi Cruyff
Jordi Cruijff (Amszterdam, 1974. február 9. –) holland labdarúgó. Korábban olyan csapatok játékosa volt, mint a holland Ajax, a spanyol FC Barcelona, az angol Manchester United, valamint a spanyol Celta de Vigo, Deportivo Alavés és RCD Espanyol. Egyaránt játszott a katalán és a holland válogatottban is.
Ő Johan Cruyff, a világhírű labdarúgó és legendás edző fia.
2020 januárjában három évre az ecuadori labdarúgó-válogatott szövetségi kapitánya lett. Majd júliusban Cruyff kérésre felbontották a szerződését.